# راية الإسلام (مجلة)
راية الإسلام هي مجلةٌ إسلاميةٌ شهريةٌ. صدر العدد الأول منها في الرياض في ذي الحجة عام 1379 هجريًا المُوافق يونيو (حزيران) 1960 ميلاديًا بواسطة عبد اللطيف آل الشيخ. توقفت المجلة بعد العدد الخامس في ربيع الآخر عام 1381 هجريًا الموافق أكتوبر (تشرين الأول) 1961 ميلاديًا، ورأس تحريرها الشيخ صالح اللحيدان. تذكر بعض المصادر بأنَّ المجلة قد حُجبت ومُنعت من الصدور في أواخر عام 1379 هـ. نشر في هذه المجلة عددٌ من الشخصيات، منهم عبد العزيز بن باز، محمد بن عبد الله السبيل.
وُضع على غلافها راية الإسلام «لا إله إلا الله محمد رسول الله، وقل جاء الحق وزهق الباطل» وتحتها صورة للمسجد النبوي يعلوه اسم المجلة، وتحتها كتب «دينية، علمية، ثقافية، أدبية، اجتماعية». كما وصفها كتاب «صحافة الصحوة الإسلامية في البلاد العربية» الصادر عام 2003 م بأنها مجلة «دعوية، شهرية، دينية، علمية». يصفها كتاب «وسائل الإعلام السعودية والعالمية» الصادر عام 1990 م بأنها «كانت تُطبع بمطابع الرياض في 50 صفحة من القطع المتوسط 24 * 16 سم بخلاف الغلاف». أخطأت بعض المصادر في عنوان المجلة، حيث ذُكرت تحت اسم «رايات الإسلام» بدلًا من «راية الإسلام».
تُشير بعض المصادر بأنَّ علي جواد الطاهر يذكر في «معجم المطبوعات» «أنها توقفت بعد قليل من صدورها إلا أن الشيخ حمد الجاسر يعلق في هامش الطبعة الثانية في المعجم على أنها عادت إلى الصدور». صدرت أيضًا عدة مؤلفات حول المجلة، منها «المجموع المنتخب من مقالات علماء المملكة وغيرهم في مجلة راية الإسلام» لناصر بن سعود السلامة، وبحث «مجلة راية الإسلام والشيعة» في المجلد 32 من مجلة الأزهر.
واجهت المجلة هجومًا واسعًا من الدروز، وذلك لنشرها مقالاتٍ تؤكد بأنَّ الدروز في سوريا ولبنان «لا يزالون على حالتهم القديمة، وبعيدين كل البعد عن القومية العربية والإسلامية ولا يمكن الوفاق معهم»، حيث يذكر كتاب «أصل الموحدين الدروز وأصولهم» الصادر عام 1961 م بأنَّ «ومع ذلك نرى مجلة راية الاسلام الصادرة في العربية السعودية تتهمهم بالكفر واللعنة وهم أهل التوحيد». كما واجهت هجومًا من الشيعة، حيث يذكر كتاب «السيد محسن الحكيم: دراسة في دوره السياسي والفكري في العراق، 1946-1970 م» بأنه «عندما قامت مجلة (راية الإسلام) السعودية بالتهجم على الفكر الإسلامي الشيعي وأئمته، أثيرت ضجة كبيرة في الوسط الشيعي وتواردت للسّيد الحكيّم مئات الرسائل من العراق وإيران ولبنان والكويت والإحساء»، ويذكر كتاب «مع أبي زهرة في كتابه الإمام الصادق» لعبد الله السبيتي بأنهُ «وبالأمس القريب نُشر في مجلة راية الإسلام التي يشرف عليها لفيفٌ من علماء نجد وعلى رأسهم قاضي القضاء مقال المجهول-إبراهيم الجيهاني- شتم فيه الإمام الصادق مضافًا إلى ما فيه من سخف وخرف ومن التحريض على الشيعة وأقذع في الشتيمة». أيضًا نُشر كتابٌ بعنوان «راية الإسلام، أم راية العملاء والمرتزقة؟ (رد على افتراءات مجلة راية الإسلام)» عام 1998.